# كهوف كوريكا
تعد كهوف كوريكا اثنين من تجاويف الكارستية ( قروتا دو سكيورو، سي بي 404، و قروتوني، سي بي 405) التي تقع على طول ساحل التيراني من كالابريا، بالقرب من كوريكا في بلدية أمانتيا.

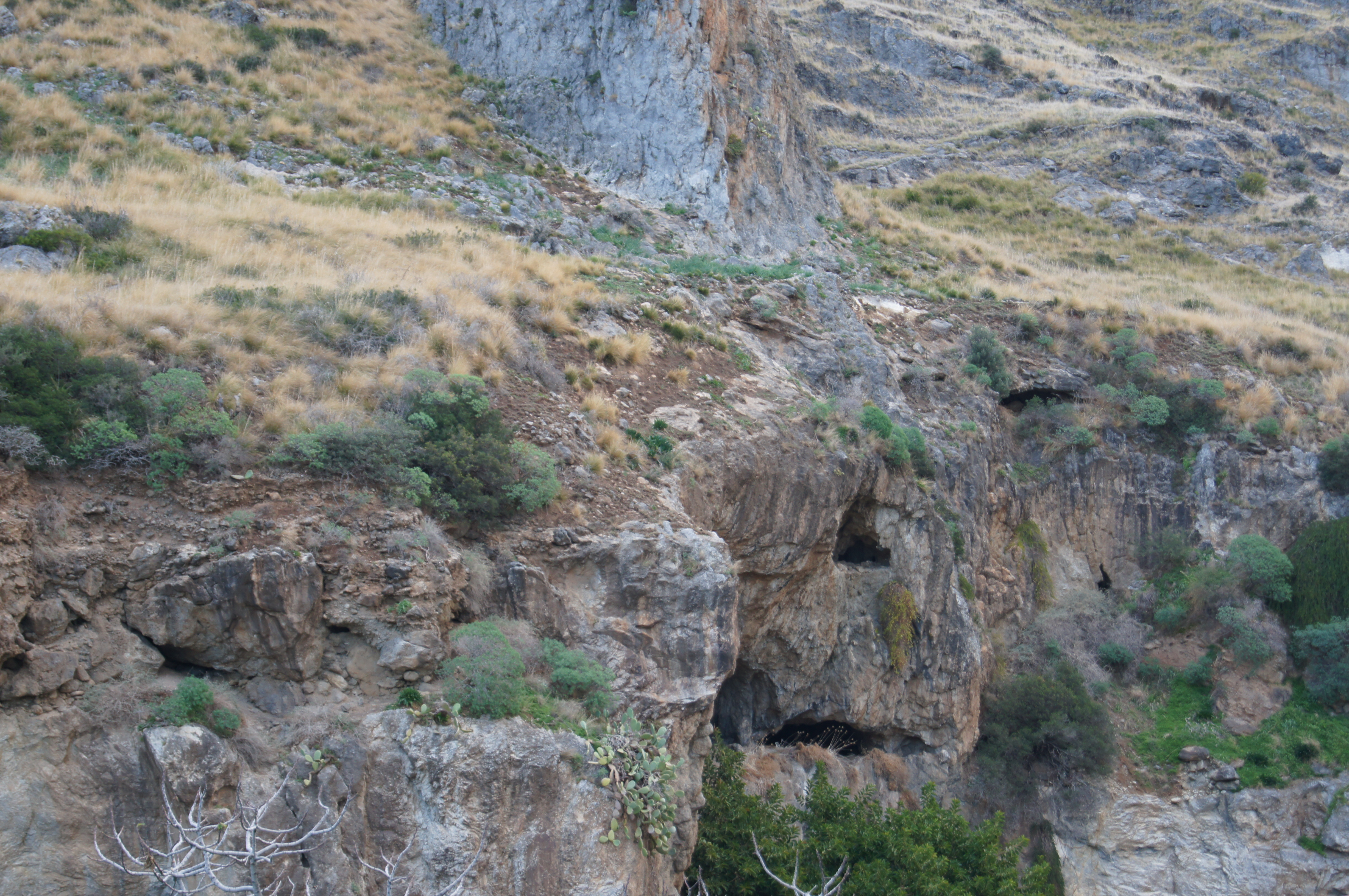
قروتا دو سكيورو

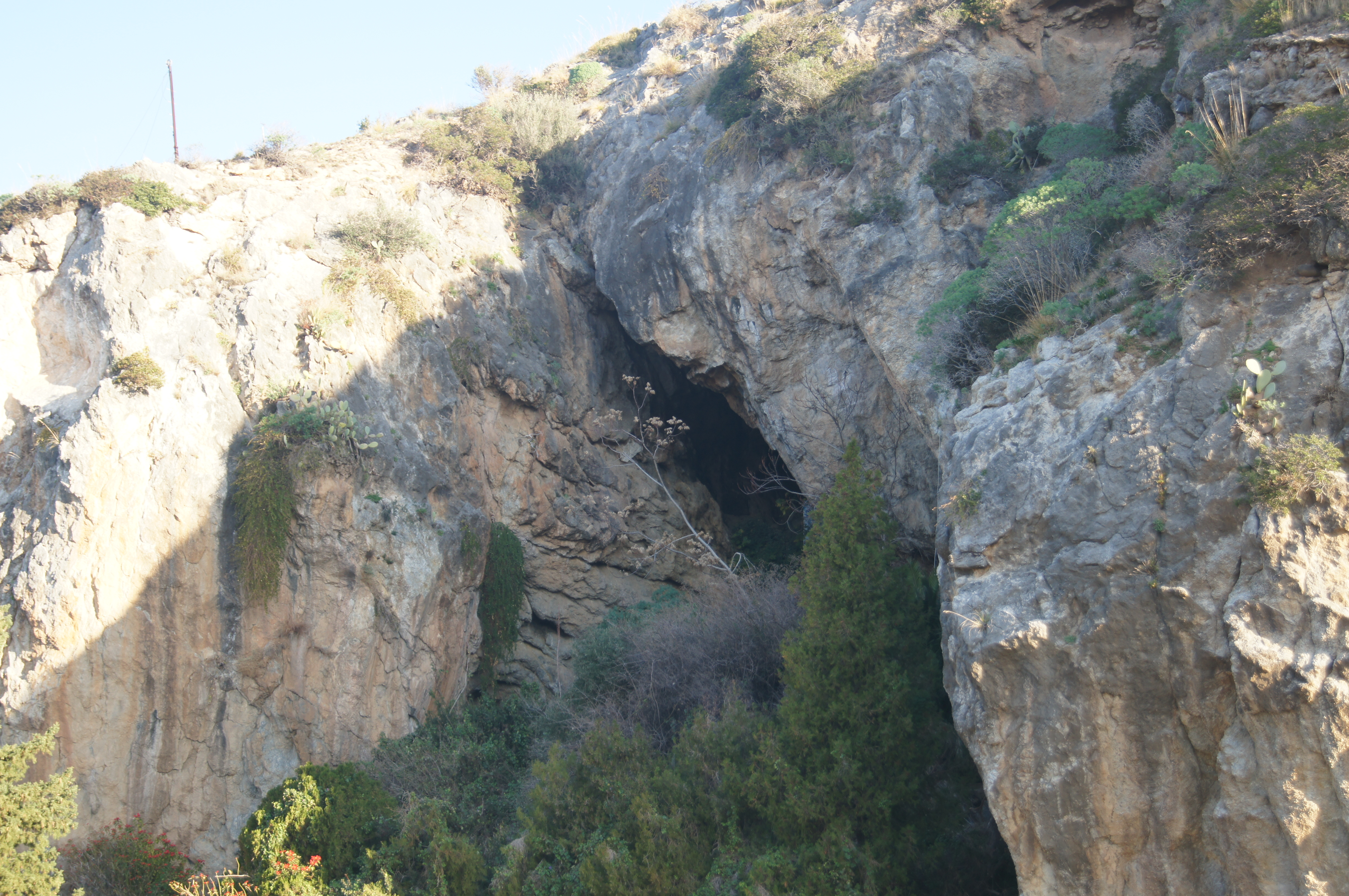
قروتا دو بيكيوراريو

المدخلان قريبان جدا ، على بعد حوالى 10 ياردات عن بعضهما البعض. كانوا في السابق في مستوى البحر، في حين أنهم اليوم أعلى بحوالي 25 مترا ، يوضعون على جدار صخري وبالتالي يصعب الوصول إليهم. ويختلفون عن بعضهما بعرض المدخل ، وهو واسع في قروتوني ، ويضيق في قروتا دو سكورو ، مما يؤدي إلى أن الكهف هو كهف مضئ نسبيا والثاني مظلم جدا.
الكهوف المجاورة هي مهمة من وجهة نظر أثرية. في عام 2012 ، تم إثباته (تأكيد سابق بييمونتي العلماء) أنه تم استخدامها خلال العصر البرونزي المتأخر (وكذلك في فترات لاحقة) تم الحفاظ على القطع الأثرية التي تم العثور عليها (الطين، طواحين الحجر، الحصى المصقول، إلخ) بشكل جيد بسبب صعوبة الوصول إلى الكهوف نفسها، مما يشير إلى استخدام مختلف للتجويفين: تم استخدام قروتوني لأغراض السكن، في حين أن تم استخدام سكيورو لطقوس الجنازات.

## روابط خارجية
- Grotte di Coreca (Amantea – Cosenza), Enzo dei Medici. Centro regionale di speleologia